# Allmannsweier
Allmannsweier ist ein Ortsteil der Gemeinde Schwanau im südbadischen Ortenaukreis.

## Geschichte

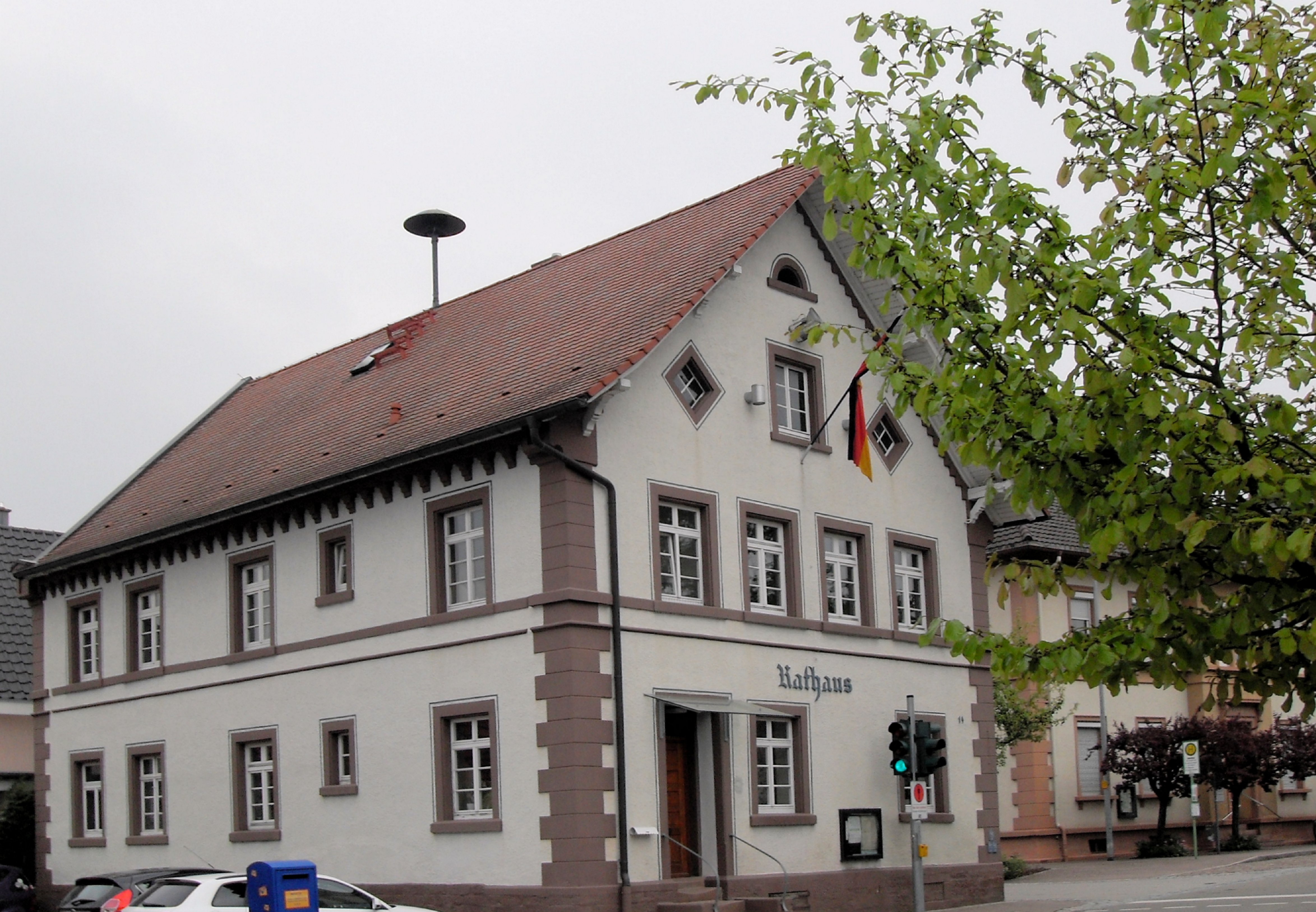
Altes Rathaus; Sitz der Ortsverwaltung

Allmannsweier wurde von den Alemannen gegründet. 1016 wurde der Ort als Almensweiler zum ersten Mal in einer Urkunde Kaiser Heinrichs II. erwähnt, in welcher der Herrscher dem Kloster Schuttern u. a. auch Güter im heutigen Allmannsweier übertrug.
In den folgenden Jahrhunderten wechselte die Herrschaft über Güter in Allmannsweier und den ganzen Ort sehr oft, ohne dass dies bleibenden Einfluss auf den Ort hatte. Lediglich die Tatsache, dass Allmannsweier im 16. Jahrhundert zur damals Freien Reichsstadt Straßburg gehörte, prägt den Ort bis heute mit, weil er der Entscheidung Straßburgs folgend zum Luthertum konvertierte.
Am 1. Juli 1972 schloss sich Allmannsweier im Rahmen der Gemeindereform in Baden-Württemberg freiwillig mit den Nachbarorten Ottenheim und Nonnenweier zur neuen Gemeinde Schwanau zusammen, um die öffentliche Verwaltung wirtschaftlicher zu betreiben. Aufgrund der Kreisreform am 1. Januar 1973 wurde der Landkreis Lahr aufgelöst, dem Allmannsweier bis zuletzt auch als Ortsteil der Gemeinde Schwanau angehörte.

## Kirche

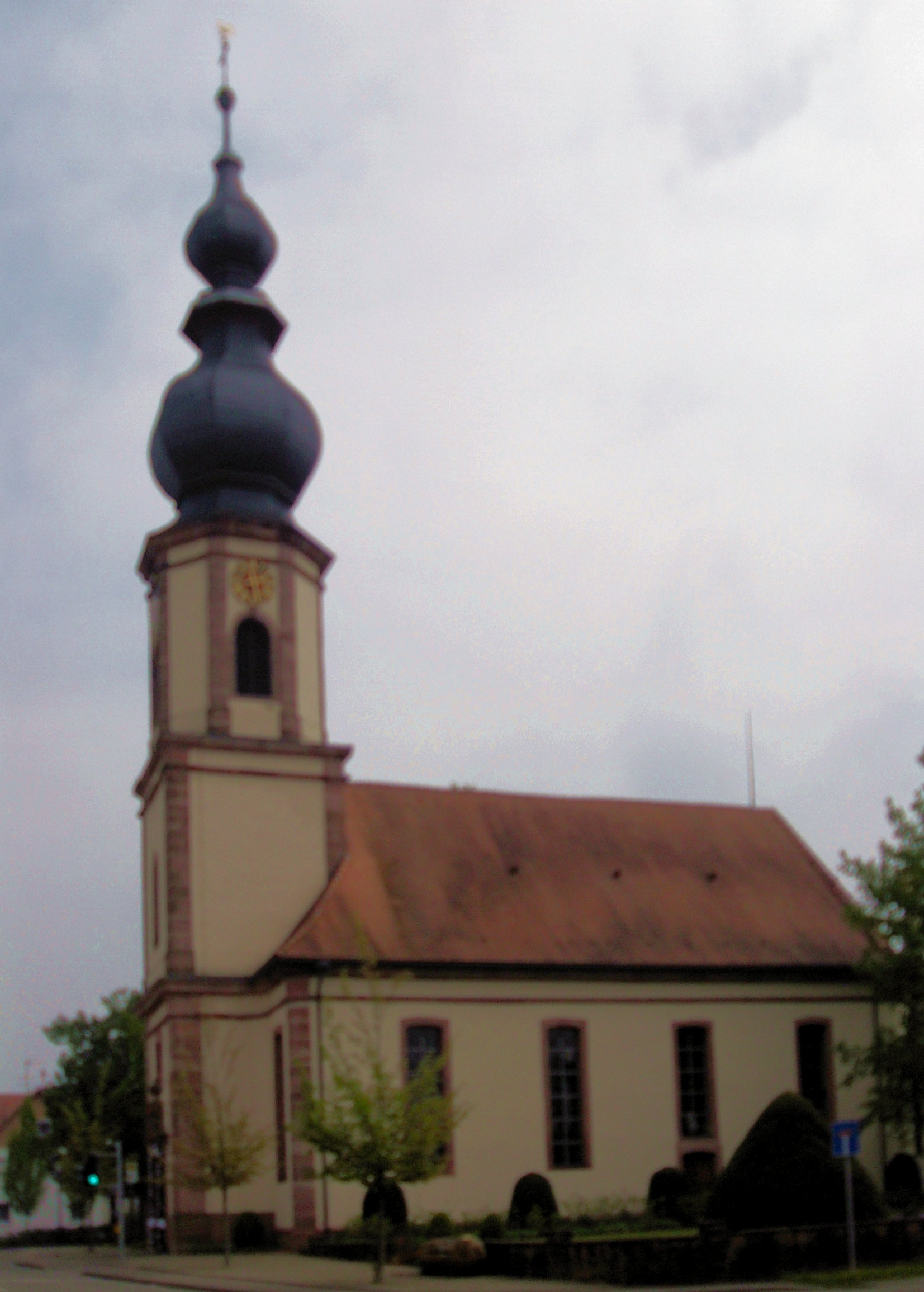
Evangelische Kirche Allmannsweier

Obwohl im landeskirchlichen Stellenplan lediglich mit einer halben Pfarrstelle bedacht, wird die evangelische Gemeinde mit einer 100 %-Pfarrstelle von einem Pfarrer-Ehepaar betreut, weil die Hälfte der Kosten der Pfarrstelle gesponsert werden.
Die mit dem Ort über Jahrhunderte eng verwobene Pfarrgemeinde verfügt über eine 1781 bis 1783 im Barockstil erbaute Kirche mit einem markanten doppelten Schieferkuppelhelm. Die Orgel des Orgelbaumeisters Blasius Schaxel aus Herbolzheim wird heute nicht nur für Gottesdienste, sondern auch für Orgelkonzerte genutzt.

## Ortsbild
Neben der Kirche und ihrem in der Umgebung einzigartigen Turm ist das Ortsbild im Kern geprägt von einer Vielzahl sehr gut erhaltener Fachwerkhäuser und im Weiteren von Einfamilienhäusern vor allem aus der Nachkriegszeit. Als Kontrast wirken die zwischen Feldern gelegenen großen Fabrikhallen und Verwaltungsgebäude der Herrenknecht AG.

## Wirtschaft
Der Ort ist Sitz des Stammwerks der Herrenknecht AG, des Weltmarktführers von Tunnelvortriebsmaschinen mit über 2000 Beschäftigten vor Ort, die die Hydraulik und Elektronik der Maschinen fertigen.

## Persönlichkeiten

### Söhne und Töchter der Ortschaft
- Marc Lerandy (* 1981), ehemaliger Fußballspieler und heutiger Fußballtrainer